# Macerata
Macerata er en italiensk by (og kommune) i regionen Marche i Italien, med omkring 40.496(2023) indbyggere.